# Draps i ferro vell
Draps i ferro vell o L'hereu Xirinola (títol original en francès Bric-à-brac et compagnie) és un migmetratge francès realitzat per André E. Chotin el 1931 i protagonitzada per Fernandel. Com a curiositat, es tracta de la primera pel·lícula doblada a l'Estat espanyol, i particularment de ser el primer doblatge en català, l'any 1933.
Es va doblar a l'estudi Orphea Films, dins la Setmana de Cinema Català, organitzada pel Comitè Pro-Catalanització. Algunes fonts que apunten que Antoni Guasch en fou el director del doblatge, mentre que d'altres diuen que ho fou Magí Murià i Torner, realitzador cinematogràfic i periodista. Certament, però, Murià va ser qui va importar el film amb la seva empresa. Alguns actors de doblatge que hi van participar foren: Elsa Fàbregas, Lluís Bonaplata i Joan Albèrnia.

## Resum
Un ric antiquari, que començà als encants, hi instal·la el seu fill, xerinolaire empedreït, a fi que aprengui a treballar. Hi troba un tresor: la seva futura dona.

## Actors
- Fernandel: Fernand, el venedor ambulant de trastos.
- Raoul Marco: el Sr. Verly, el ric antiquari.
- Marfa Dhervilly: la Sra. Verly, la dona de l'antiquari.
- Albert Dinan: Jean Verly, el fill xerinolaire.
- Robert Seller: Félix.
- Madeleine Guitty: la mare Tomeff.
- Suzette Comte: Zina Tonnelli.
- Raymond Aimos: fanaler.
- Simone Valaury
- Alvina Salomon
- Madeleine Allioux
- Alexiane
- Peggy Angelo
- Jean Rozenberg